# Liste der Ortschaften im Bezirk Voitsberg
Die Liste der Ortschaften im Bezirk Voitsberg enthält die Gemeinden und ihre zugehörigen Ortschaften im steirischen Bezirk Voitsberg. Stand Ortschaften: 1. Jänner 2020
Kursive Gemeindenamen sind keine Ortschaften, in Klammern der Status Markt bzw. Stadt. Die Angaben erfolgen im offiziellen Gemeinde- bzw. Ortschaftsnamen, wie von der Statistik Austria geführt.
- Bärnbach (Stadt)
  - Hochtregist
  - Piberegg
  - Piberegg Rollsiedlung

- Edelschrott (Markt)
  - Kreuzberg
  - Modriach

- Geistthal-Södingberg
  - Eggartsberg
  - Geistthal
  - Kleinalpe
  - Södingberg
  - Sonnleiten

- Hirschegg-Pack
  - Hirschegg
  - Pack

- Kainach bei Voitsberg
  - Breitenbach
  - Gallmannsegg
  - Hadergasse
  - Hemmerberg
  - Kohlschwarz
  - Oswaldgraben

- Köflach (Stadt)
  - Graden
  - Gradenberg
  - Piber
  - Pichling bei Köflach
  - Puchbach

- Krottendorf-Gaisfeld
  - Gaisfeld
  - Gasselberg
  - Kleingaisfeld
  - Krottendorf bei Ligist
  - Muggauberg

- Ligist (Markt)
  - Dietenberg
  - Grabenwarth
  - Ligist Markt
  - Ligistberg
  - Oberwald
  - Steinberg
  - Unterwald

- Maria Lankowitz (Markt)
  - Hochgößnitz
  - Kemetberg
  - Kirchberg
  - Niedergößnitz
  - Salla

- Mooskirchen (Markt)
  - Bubendorf
  - Fluttendorf
  - Gießenberg
  - Kniezenberg
  - Neudorf bei Mooskirchen
  - Rauchegg
  - Rubmannsberg
  - Stögersdorf

- Rosental an der Kainach
- Sankt Martin am Wöllmißberg
  - Großwöllmiß
  - Kleinwöllmiß

- Söding-Sankt Johann
  - Großsöding
  - Hallersdorf
  - Hausdorf
  - Kleinsöding
  - Köppling
  - Moosing
  - Muggauberg
  - Neudorf bei Sankt Johann ob Hohenburg
  - Pichling bei Mooskirchen
  - Sankt Johann ob Hohenburg

- Stallhofen (Markt)
  - Aichegg
  - Bernau
  - Hausdorf
  - Kalchberg
  - Muggauberg
  - Raßberg

- Voitsberg (Stadt)